# Juschka Spitzer
Juschka Spitzer (* 20. April 1969 in Sangerhausen) ist eine deutsche Theaterschauspielerin und -regisseurin.

## Leben
Nach dem Besuch der Palucca Hochschule für Tanz Dresden arbeitete Spitzer zunächst als Regieassistentin am Brandenburger Theater in Brandenburg an der Havel und am Hans-Otto-Theater in Potsdam. Spitzers erste Regiearbeit war die Inszenierung Lovers von Brian Friel (1994). Von 1995 bis 1998 absolvierte sie ein Schauspielstudium an der Schauspielschule „Der Kreis“ Berlin und war danach als freischaffende Schauspielerin am Teater Kreatur Berlin und am Staatsschauspiel Dresden tätig. Es folgten Engagements am Rheinischen Landestheater Neuss (1999–2004), der Neuen Bühne Senftenberg (2004–2014), dem Volkstheater Rostock (2014–2017), als Gast am Deutschen Theater Berlin, an den Hamburger Kammerspielen und am Stadttheater Bremerhaven. Freischaffende Arbeiten als Schauspielcoach und Dokumentarfilmautorin.

## Rollenauswahl
- Lady Milford in Kabale und Liebe von Friedrich Schiller. Regie: Sewan Latchinian
- Iphigenie in Iphigenie auf Tauris von Johann Wolfgang von Goethe. Regie: Esther Undisz
- Effi in Effi Briest von Theodor Fontane. Regie: Esther Undisz
- Grete in Die Präsidentinnen von Werner Schwab. Regie: Sewan Latchinian
- Helena in Faust. Eine Tragödie. und Faust. Der Tragödie zweiter Teil von Goethe. Regie: Sewan Latchinian
- Martha in Wer hat Angst vor Virginia Woolf von Edward Albee. Regie: Sewan Latchinian
- Thusnelda in Die Hermannsschlacht von Christian Dietrich Grabbe. Regie: Sewan Latchinian
- Mascha in Die drei Schwestern von Anton Tschechow. Regie: Sewan Latchinian
- Wassjuta in Zwanzig Minuten mit einem Engel von Alexander Wampilow. Regie: Esther Undisz
- Wiebke Nadler-Kopf in Camping, Camping 1-5 von Gabriele Kappes. Regie: Gisela Kahl, Steffen Pietsch
- Guter Gesell in Jedermann von Hugo von Hofmannsthal. Regie: Sewan Latchinian
- Ensemble in Oder Bruch Konzept und Regie.Tobias Rausch
- Sidonie von Grasenabb in Die bitteren Tränen der Petra von Kant von Rainer Werner Fassbinder. Regie: Amina Gusner
- Verschiedene Rollen in Die hellen Haufen von Volker Braun. Regie: Sewan Latchinian
- Patrizia in Weiskerns Nachlass von Christoph Hein. Regie: Sewan Latchinian
- Cäcilie in Stella von Goethe. Regie: Amina Gusner
- Elisabeth in Ingrid Babendererde. Reifeprüfung 1953 von Uwe Johnson. Regie: Sewan Latchinian
- Seemann in Matrosen,Mädchen,Ringelnatz - Ein Heringsleuchten nach Ringelnatz. Regie: Martin Stefke
- Daja in Nathan der Weise von Gotthold Ephraim Lessing. Regie: Sewan Latchinian
- Frau Dahling in Rico, Oskar und die Tieferschatten von Andreas Steinhöfel. Regie: Stephan Thiel
- Claudia Galotti in Emilia Galotti von Gotthold E. Lessing. Regie: Kay Wuschek
- Lily in Sechs Tanzstunden in sechs Wochen  von Richard Alfieri. Regie: Markus Wünsch
- Schneekönigin in Die Schneekönigin nach Hans Christian Andersen. Regie: Amina Gusner
- Claire in Nein zum Geld von Flavia Costa. Regie: Sewan Latchinian
- Magret / Herzogin in Richard III. von W. Shakespeare. Regie: Angelika Zacek
- Ronnette Soulgirl in Der kleine Horrorladen von Howard Ashman / Alan Menken. Regie: Jörg Steinberg

## Auszeichnungen
- 2004: Darstellerpreis der Stadt Neuss
- 2008: Theaterpreis des Fördervereins der Neuen Bühne Senftenberg